# Heraldik-Wiki

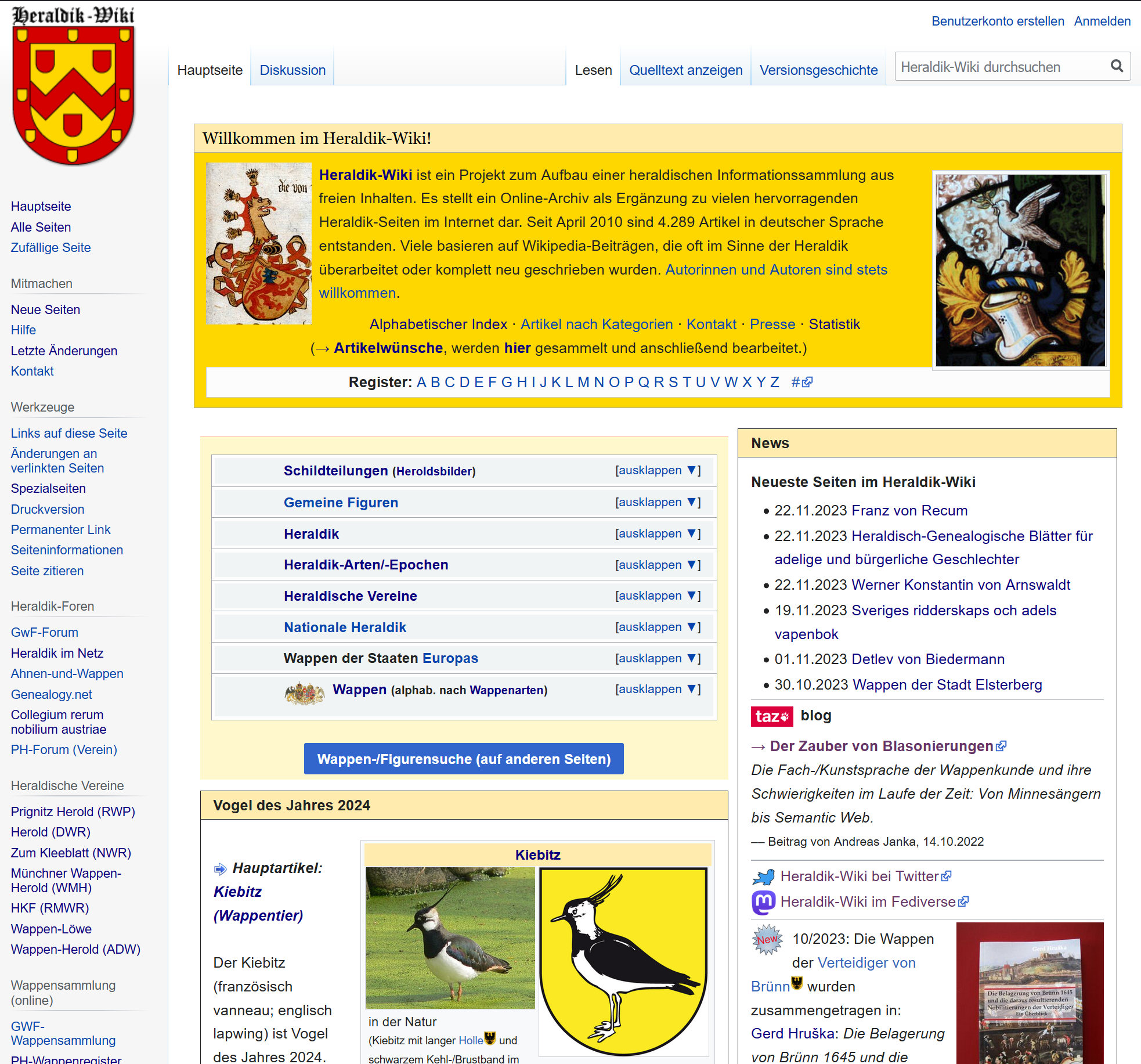
Screenshot Heraldik-Wiki (November 2023)

Das Heraldik-Wiki ist ein am 2. April 2010 gegründetes digitales Informationsportal über das Wappenwesen mit Hilfe des sogenannten Wikiprinzips („Wikiprojekt“). Seit der Gründung 2010 wuchs die Anzahl der Inhaltsseiten („Artikel“) im Heraldik-Wiki auf über 4.350 an (Stand 11. Januar 2025).

## Konzept und Inhalt
Das Heraldik-Wiki ist ein unabhängiges, nicht kommerzielles Fachwiki bzw. eine „heraldische Informationssammlung“, welche heraldisch-enzyklopädische Artikel und andere heraldische Inhalte wie Synopsen mit Wappen und Wappenbeschreibungen bereitstellt, die in anderen Wikis zu wenig oder keinen Platz finden. Beispielsweise gab der Gründer Andreas Janka ein erweitertes Digitalisat des Werkes „Wappen in Rheinland-Pfalz“ von Rolf Zobel im Heraldik-Wiki heraus. Neue Artikel können im Heraldik-Wiki von jedem angemeldeten Nutzer erstellt werden. Anders als in anderen Wikis können im Heraldik-Wiki-Artikeln nicht nur Theoriedarstellungen rund um Heraldik vorkommen, sondern auch heraldische Theoriefindungen oder Theorieetablierungen, wenn letztere als solche gekennzeichnet sind. Das Ziel ist dem Mitgründer Andreas Janka zufolge, „das Wissen über das Wappenwesen und die Paraheraldik zu sammeln, die Wappenkultur/-forschung transparent zu machen und zu pflegen sowie heraldischen Institutionen, Wappenführenden und Wappenfreunden eine übergreifende heraldische Plattform zu bieten“.

### Nutzung und Verbreitung
Im Jahr 2019 besuchten pro Monat durchschnittlich 53.400 Nutzer das Heraldik-Wiki, über das ganze Jahr insgesamt 640.811 Menschen. Rechtzeitig zum 10-jährigen Jubiläum verzeichnete das „Wiki über das Wappenwesen“ einen neuen Monatsrekord: 73.740 Besucher klickten sich im März 2020 im Heraldik-Wiki ein; die Besucher kommen bevorzugt aus Deutschland, Österreich, der Schweiz und den Vereinigten Staaten.

## Rezeption
Einerseits finden sich Verweise auf das Heraldik-Wiki in den neueren heraldischen Standardwerken, andererseits werden die Artikel des Heraldik-Wikis häufig und vorwiegend in historischen Werken in der einen oder anderen Form rezipiert respektive zitiert. Nach der Einschätzung des Historikers Christof Rolker findet seit 2010 „die meiste Wiki-Heraldik“ im Heraldik-Wiki statt (nicht in der Wikipedia). Der Betreiber und Hauptautor des Heraldik-Wiki, Andreas Janka, forciert den Bekanntheitsgrad der Informationssammlung beispielsweise durch Gastbeiträge in Medien, die gemeinhin wenig oder nicht viel mit Heraldik und dem Wappenwesen zu tun haben.

### Zitierfähigkeit, Zitierwürdigkeit
In der Literatur wird dem Heraldik-Wiki selten oder gar nicht die Zitierfähigkeit abgesprochen, in Einzelfällen jedoch die Zitierwürdigkeit (zum Beispiel wegen „ungenügender wissenschaftlicher Belege“); gleichwohl wird in den gleichen Quellen rezipiert, dass das Heraldik-Wiki in etlichen Fällen die einzige im Internet zugängliche Quelle zu bestimmten heraldischen Lemmata ist.

### Heraldik-Wiki und Wikipedia
Der Gründer / Betreiber Andreas Janka versteht das Heraldik-Wiki nicht als Konkurrenz zum „Wappen-Portal der Wikipedia“, sondern als Ergänzung, Referenz oder Basis für die heraldischen Wikipedia-Beiträge, die in der Wikipedia naturgemäß lexikalisch-knapp ausfallen. Neben neuen bzw. originären, heraldischen Beiträgen veröffentlicht das Heraldik-Wiki teilweise auch Wikipedia-Beiträge, die oft im Sinne der Heraldik überarbeitet sind oder es sukzessive werden sowie solche, „die keine »enzyklopädische Wikipedia-Relevanz« besitzen“. Umgekehrt sind auf Basis von originären Heraldik-Wiki-Beirägen mittlerweile wiederholt Wikipedia-Artikel entstanden.
Das Heraldik-Wiki basiert auf einer ähnlichen Kategorienstruktur wie die Wikipedia. Im Detail kann es Unterschiede geben. Beispielsweise ist die Kategorienstruktur des Heraldik-Wiki in Anlehnung an gebräuchlichen Wappenbilderordnungen aufgebaut, nicht oder nur teilweise in Anlehnung an Wikipedia-Kategorien.

## Kooperationen

### PrePedia und „Andere Wikis“
Das Heraldik-Wiki ist mit anderen nichtkommerziellen Wikis zum Meta-Wiki „PrePedia“ zusammengeschlossen. PrePedia hilft unter anderem dabei, Wikis zu retten und im Internet weiter zur Verfügung zu stellen, auch wenn deren Gründer/Betreiber dahingeschieden sind (vier Gründer/Betreuer von PrePedia-Wikis sind Stand 2020 bereits verstorben). Die in PrePedia zusammengeschlossenen Wikis beteiligen sich aktiv an dem Wikipedia-Projekt „Andere Wikis“, das ist ein Projekt zur Unterstützung des Austausches der Wikipedia mit anderen freien deutschen (Fach-)Wikis.

### Deutsche Digitale Bibliothek
Das Heraldik-Wiki ist als hilfswissenschaftliches Kultur- und Forschungsprojekt bei der Deutschen Digitalen Bibliothek registriert.

## Finanzierung
Finanziell wurde und wird das Heraldik-Wiki von einem der beiden Betreibern/Gründern getragen (von April 2010 bis Mai/Juni 2013 von Thomas Buchal; seit Juni 2013 von Andreas Janka). Seit das Heraldik-Wiki Teil des Meta-Wikis „PrePedia“ ist, wurde es vorübergehend und indirekt durch den Verein Wikimedia Deutschland (WDME) bezuschusst, weil dieser die Serverkosten für das PrePedia-Projekt von 2015 bis 2021 förderte. Alle anderen Kosten für das Heraldik-Wiki trägt bislang (Stand 2022) ohne Spenden von Privatpersonen und Unternehmen alleinig der Gründer/Betreiber Andreas Janka, wodurch das Fortbestehen des Heraldik-Wikis nach eigenen Angaben „auf wackligen Beinen steht“ und aus Geldmangel etliche vorhandene heraldische Quellenmaterialien nicht in das Heraldik-Wiki eingebracht werden können.

## Lizenz
Sofern nicht anders angegeben, gilt für die meisten Texte im Heraldik-Wiki die Creative-Commons-Lizenz 4.0: „Namensnennung – Weitergabe unter gleichen Bedingungen“ (CC BY-SA 4.0).

## Technik
Heraldik-Wiki basiert auf der Software MediaWiki und läuft auf einem Linux-Server in Deutschland. HTTPS-Anfragen gelangen zuerst an Varnish als Cacheserver, der nicht angemeldete Besucher, die nur lesen wollen, mit vorgenerierten Seiten versorgt. Die anderen Anfragen gelangen zu einem nginx-Server. Für die benutzerspezifische Generierung der Heraldik-Wiki-Seiten werden die Skriptsprache PHP und die Datenbank MariaDB genutzt.